# Taeniolethrinops praeorbitalis
Taeniolethrinops praeorbitalis es una especie de peces de la familia Cichlidae en el orden de los Perciformes.

## Morfología
Los machos pueden llegar alcanzar los 30 cm de longitud total.

## Alimentación
Come larvas de insectos.

## Hábitat
Es una especie de clima tropical que vive hasta los 50 m de profundidad.

## Distribución geográfica
Se encuentra en África):  lago Malawi. 